# I'noGo tied
Parmi les Inuits d'Alaska, le i'noGo tied (maison des esprits) fait référence à une amulette de chance et de protection, faite à partir de blanc de baleine recouvert de fourrure de phoque.